# Theo Eltink

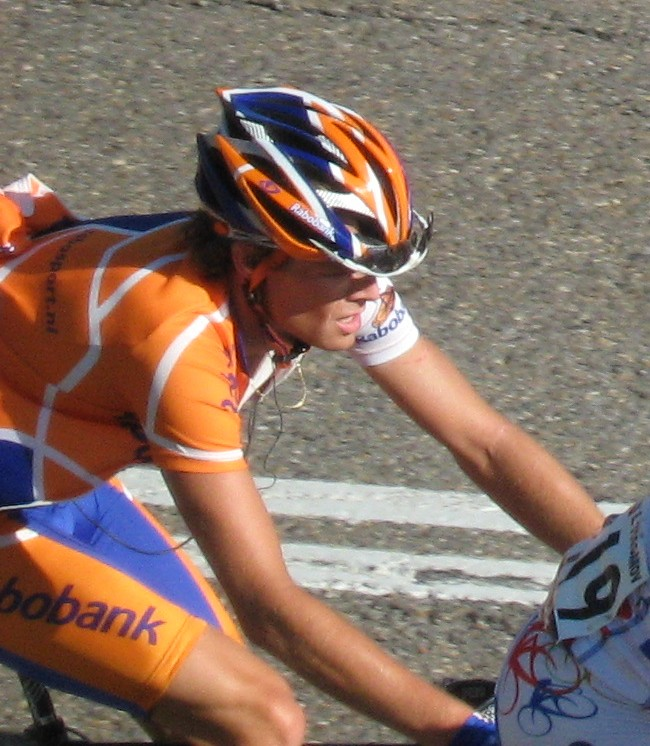
Theo Eltink bei der Vuelta a España 2008

Theo Eltink (* 27. November 1981 in Eindhoven) ist ein ehemaliger niederländischer Radrennfahrer. Aufgrund seiner geringen Körpermasse (zu seiner aktiven Zeit wog er 56 Kilogramm) galt er als guter Bergfahrer.
Eltink begann seine Karriere 2002 bei der niederländischen Rabobank-Nachwuchsmannschaft. Als U23-Fahrer konnte er unter anderem Etappen bei der Pyrenäen-Rundfahrt und bei der Tour de l’Avenir gewinnen. Nachdem er im Spätsommer 2004 als Stagiaire bei der Profimannschaft gefahren war, bekam er für die folgende Saison einen Vertrag. Bei seiner ersten großen Rundfahrt, dem Giro d’Italia 2005 wurde er 29. im Gesamtklassement. Später bei der Deutschland Tour belegte er den 26. Platz, trotz der Helferdienste, die er für Pieter Weening leisten musste. Beim Giro 2006 konnte er sich bei einer Etappe unter den fünf  besten Fahrern platzieren. Da er für das Jahr 2009 keinen neuen Vertrag bei Rabobank erhalten hatte, wechselte Eltink zu Skil-Shimano, wo er jedoch nur ein Jahr fuhr, bevor er seine Karriere beendete.

## Teams
- 2002–2004 Rabobank TT3
- 2005–2008 Rabobank
- 2009 Skil-Shimano